# تیم کرول
تیموتی میشائل "تیم" کرول (هلندی: Timothy Michael "Tim" Krul؛ زادهٔ ۳ آوریل ۱۹۸۸) بازیکن فوتبال اهل هلند است که برای باشگاه لوتون تاون بازی می‌کند.

## تیم ملی
وی سابقه ۸ بازی برای تیم ملی فوتبال هلند در کارنامه دارد، همچنین پست تخصصی او، دروازه‌بان است.